# 中の橋

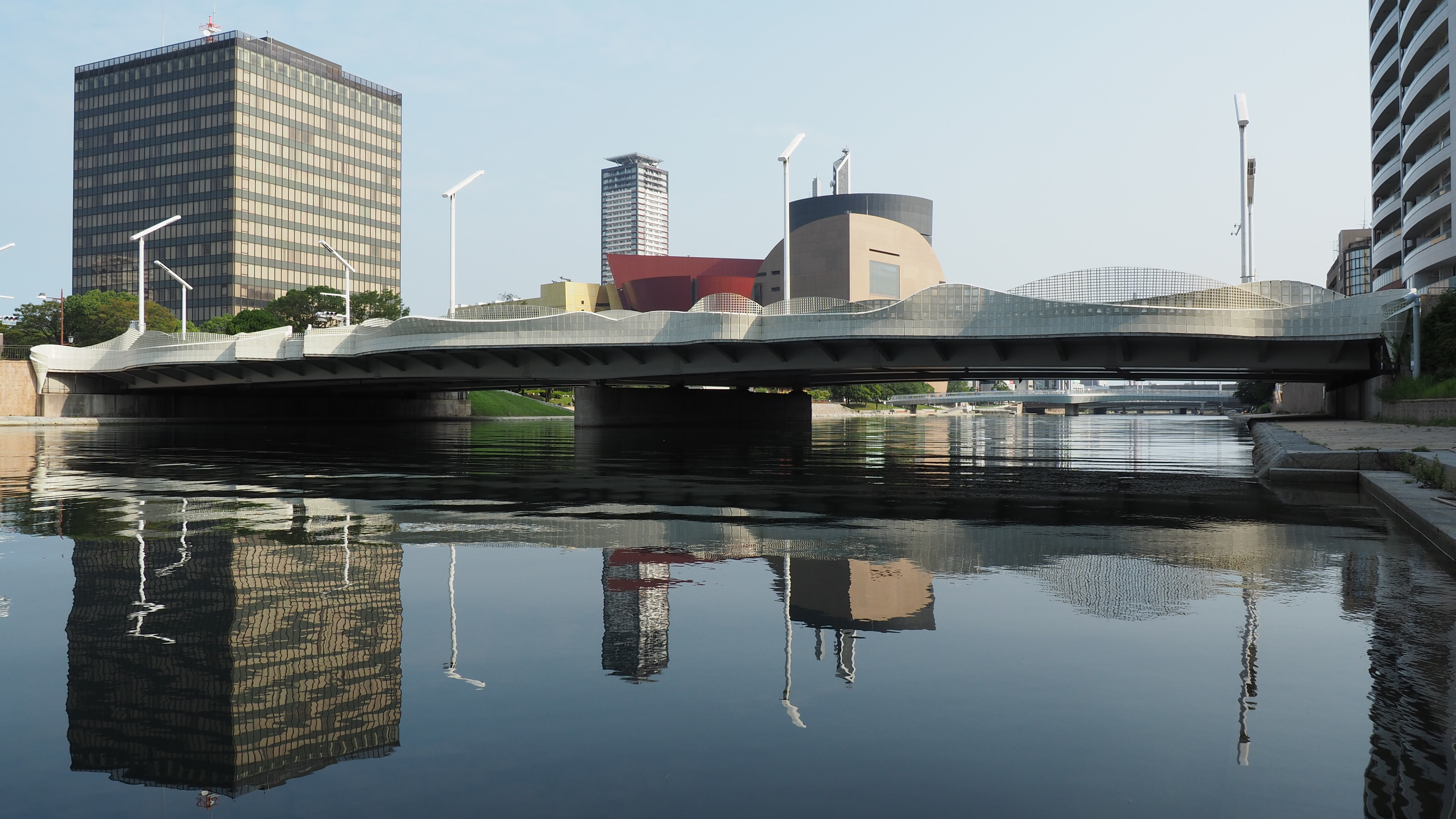
中の橋

中の橋（なかのはし）は福岡県北九州市を流れる二級河川 紫川に架かる橋である。1992年5月に完成した。通称「太陽の橋」。長さ79.2m、幅員36.0 - 43.0m。

## 概要
紫川マイタウン・マイリバー整備事業に基づき、北九州市都心部の交通量に対応するため、車道の幅を広げることを目的に架け替えられた橋である。小倉北区城内の北九州市役所・勝山公園と馬借・魚町を結ぶ。「小文字通り」の一部である。
紫川に架かる他の9つの橋と共に、順次新設・架け替え（豊後橋を除く）が行われ、下流から順に「海の橋」（紫川大橋、新設）、「火の橋」（室町大橋）、「木の橋」（常盤橋、新設・歩行者のみ）、「石の橋」（勝山橋）、「水鳥の橋」（鷗外橋・歩行者のみ）、「太陽の橋」（中の橋）、「鉄の橋」（紫川橋）、「風の橋」（中島橋）、「月の橋」（紫川1号管理橋、新設・歩行者のみ）、「音の橋」（豊後橋）の自然をテーマとした愛称がつけられ、名前のテーマに沿ったデザインや機能が盛り込まれている。
「中の橋（太陽の橋）」で平成5年度手づくり郷土賞（出会いを演出する街角）受賞（ほかに「火の橋（室町大橋）」は平成4年度（ふるさとの色と光）受賞。「紫川大橋　（海の橋）」は平成6年度（ふるさとを紹介する道）受賞。）

## デザイン
下流側の歩道にひまわりがモザイクで描かれている。上空から見るとひまわりが橋の中央部に向かって縦長になっているが、これは橋のアーチを利用して、橋のたもとから見てひまわりの花が円形に見えるようにデザインされているためである。
また車道寄りの歩道には、福田繁雄作のオブジェ『宇宙七曜星の精』が立っている。頭部が筒状のものになっている人間のような7体のオブジェで、秋分と春分の前後のある時間帯になると、太陽光の影がひまわり（北九州市の花）の花と茎・葉の形になるように設計されている。頭部の形状から「マカロニ星人」「ペンネ人形」「ちくわ頭」などと呼ばれるという。
高欄は市を囲む山並みのデザインである。

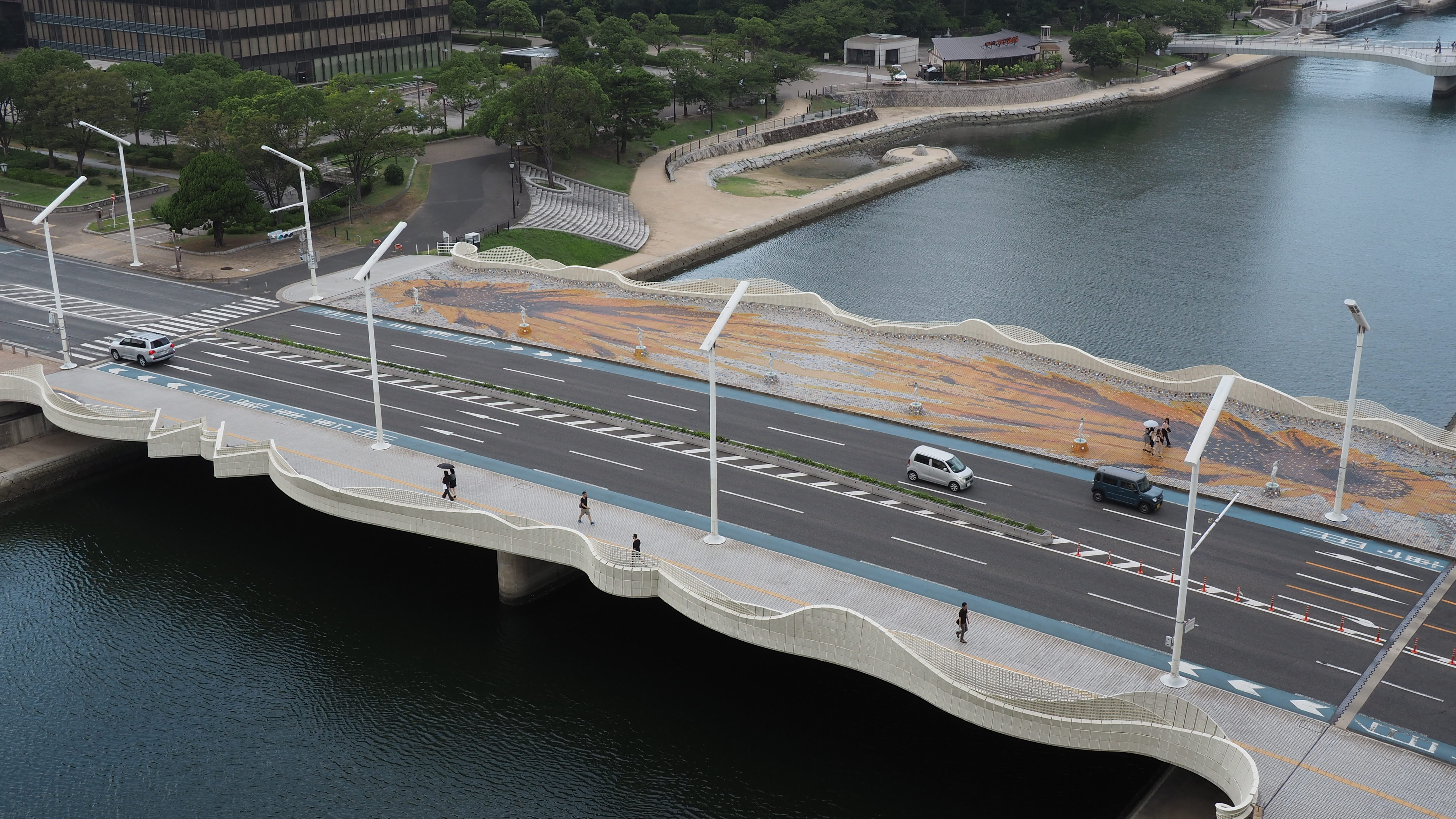
中の橋 俯瞰。下流側歩道にひまわりのモザイクとオブジェがある。
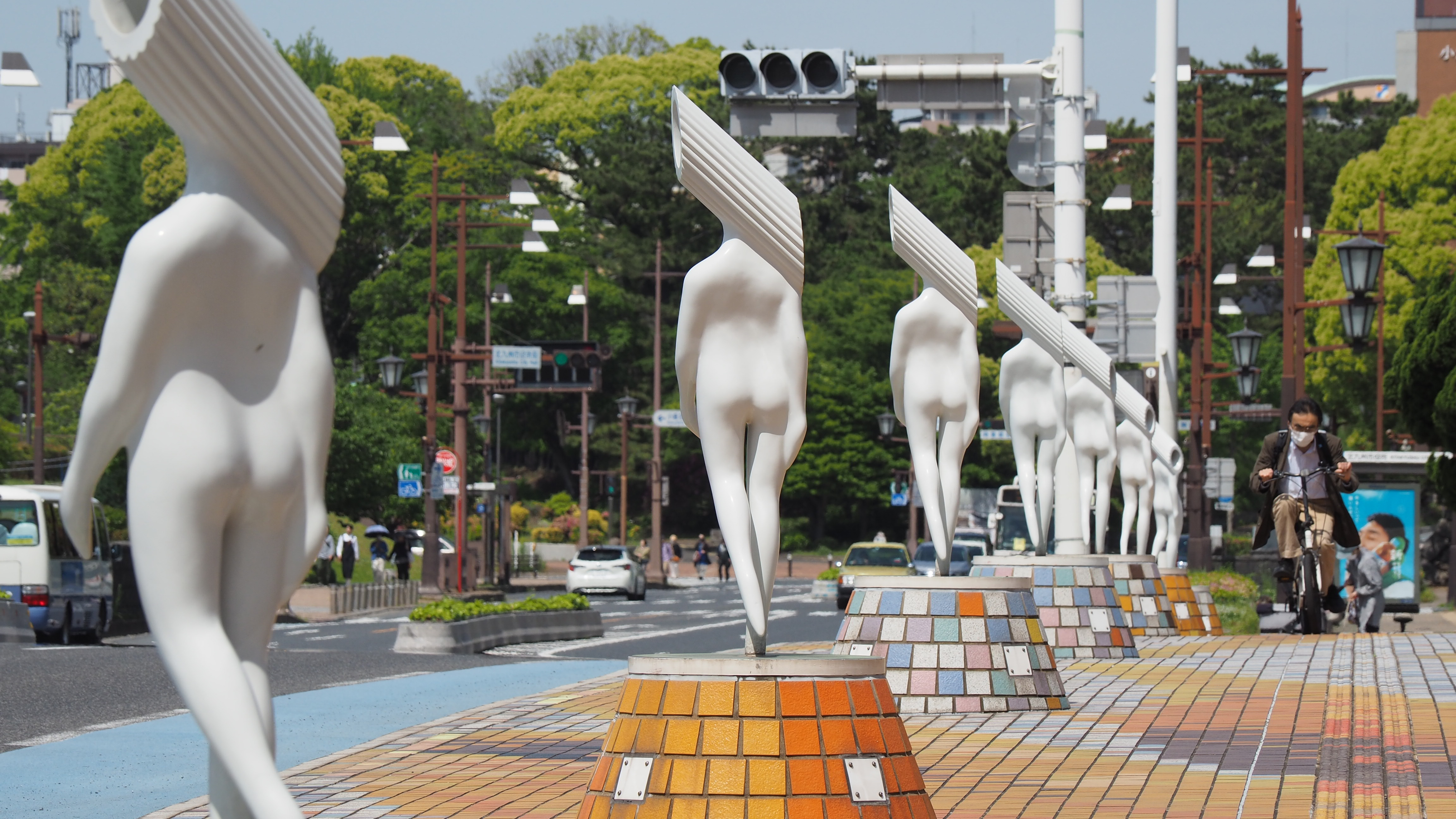
歩道（下流側）
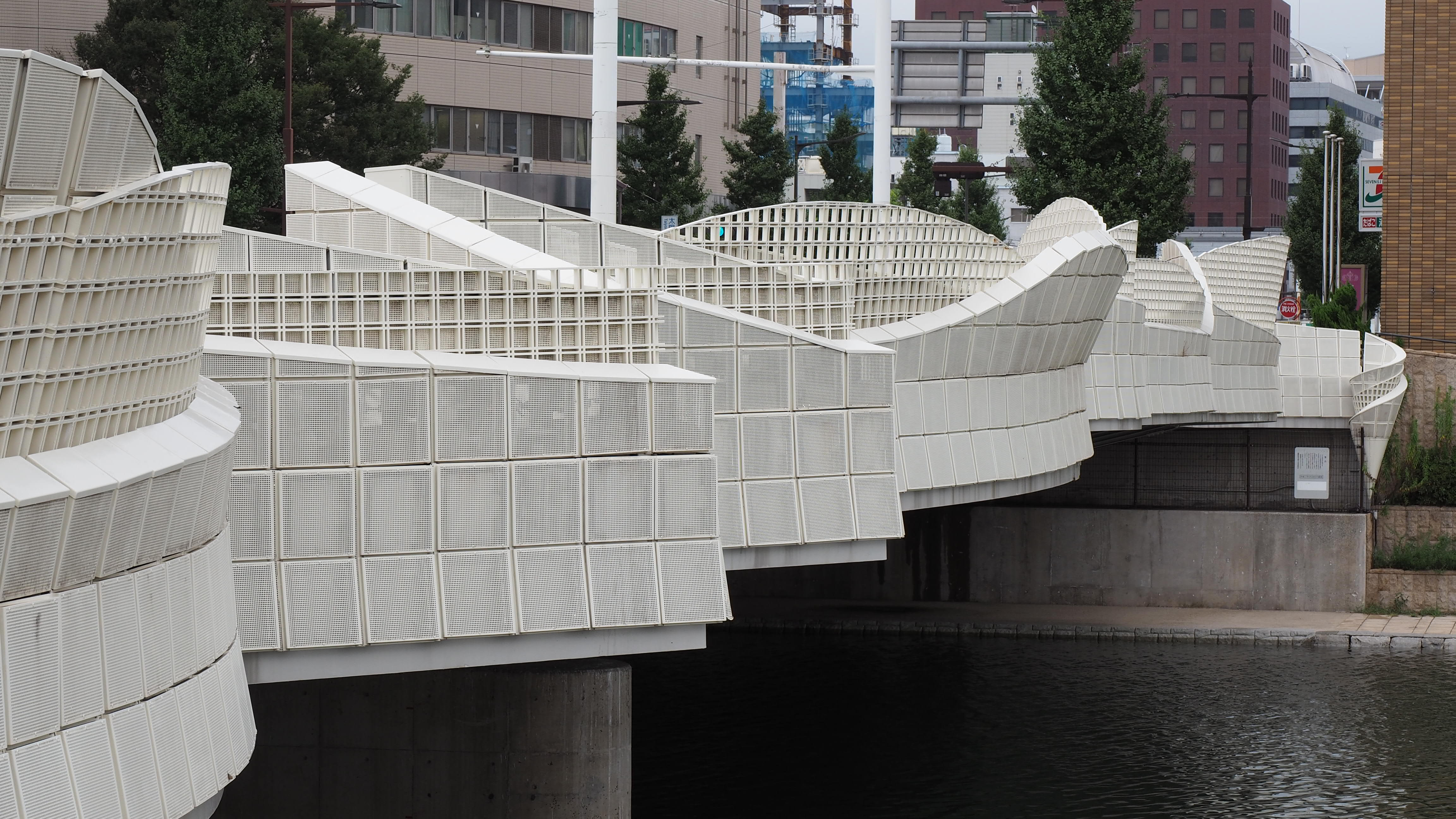
高欄（上流側）